# 알프레트 클렙슈
루돌프 프리드리히 알프레트 클렙슈(독일어: Rudolf Friedrich Alfred Clebsch, 1833년 1월 19일 ~ 1872년 11월 7일)는 대수기하학과 불변량 이론에 크게 기여한 독일의 수학자다. 클렙슈-고르단 계수로도 유명하다.

## 같이 보기
- 고윳값과 고유 벡터
- 헬름홀츠 방정식

## 참고 문헌
- O’Connor, John J.; Robertson, Edmund F. (1996년 12월). “Rudolf Friedrich Alfred Clebsch”. 《MacTutor History of Mathematics Archive》 (영어). 세인트앤드루스 대학교.